# Elezioni parlamentari in Grecia del 1956
Le elezioni parlamentari in Grecia del 1956 si tennero il 19 febbraio.

## Risultati
| Liste                                                         | Voti      | %     | Seggi |
| ------------------------------------------------------------- | --------- | ----- | ----- |
| Unione Democratica (FIDE - KF - DKEL - EDA - EPEK - KAE - LK) | 1 620 007 | 48,15 | 132   |
| Unione Radicale Nazionale                                     | 1 594 112 | 47,38 | 165   |
| Partito dei Progressisti                                      | 74 545    | 2,22  | –     |
| Partito Sociale Popolare                                      | 29 375    | 0,87  | –     |
| Democrazia Cristiana                                          | 449       | 0,01  | –     |
| Liste di Indipendenti                                         | 31 022    | 0,92  | 2     |
| Candidati isolati                                             | 14 851    | 0,44  | 1     |
| Totale                                                        | 3 364 361 | 100   | 300   |